# Маккенроде (Тюрингія)
Маккенроде (нім. Mackenrode) — громада в Німеччині, розташована в землі Тюрингія. Входить до складу району Айхсфельд. Складова частина об'єднання громад Удер.
Площа — 3,80 км2. Населення становить 305 ос. (станом на 31 грудня 2021).